# 112233 Kammerer
Kammerer (asteróide 112233) é um asteróide da cintura principal, a 2,4343364 UA. Possui uma excentricidade de 0,0487813 e um período orbital de 1 495,33 dias (4,1 anos).
Kammerer tem uma velocidade orbital média de 18,61841193 km/s e uma inclinação de 6,18871º.
Este asteróide foi descoberto em 16 de Maio de 2002 por Michael Meyer.